# Amir Khusrow
Ab'ul Hasan Yamīn al-Dīn Khusrow (hoặc Amīr Khusrow Dehlawī, (tiếng Ba Tư: ابوالحسن یمینالدین خسرو, tiếng Hindi: अबुल हसन यमीनुददीन ख़ुसरो; 1253 - 1325) là nhà bác học, nhà thơ Ấn Độ và Ba Tư trung cổ sáng tác bằng tiếng Hindi, tiếng Ba Tư và tiếng Urdu. Thơ ca của Amīr Khusrow Dehlawī có sự ảnh hưởng rất lớn đến lịch sử của văn học Ấn Độ, Ba Tư, Tajikistan.

## Tiểu sử
Amīr Khusrow sinh ở Patiali, gần Etah, bắc Ấn Độ. Bố là Amīr Sayf ud-Dīn Mahmūd, một viên quan người Thổ Nhĩ Kỳ, mẹ là người Ấn Độ. Bình sinh, Amīr Khusrow là nhà thơ của triều đình. Ông là tác giả của 5 tập thơ trữ tình (Divan), sáng tác trong khoảng thời gian từ năm 1272 đến năm 1325 và 10 trường ca Khamse viết về cuộc sống cung đình, sáng tác trong khoảng thời gian từ năm 1298 đến năm 1301. Ngoài ra, còn một số tập danh ngôn, câu đố, từ điển những từ cùng nghĩa của tiếng Ả Rập, tiếng Hindi, tiếng Ba Tư và nhiều khúc lãng mạn viết bằng tiếng Urdu mà đến tận ngày nay các nghệ sĩ dân gian vẫn thường xuyên biểu diễn cũng đều được coi là của Amīr Khusrow.